# Copa das Nações da OFC de 2020
A Copa das Nações da OFC de 2020 seria a décima-primeira edição do torneio organizado pela Confederação de Futebol da Oceania (OFC). 
Originalmente o torneio seria realizado entre os dias 6 e 20 de junho de 2020, na Nova Zelândia.
Em 21 de abril de 2020, a OFC anunciou o cancelamento da competição devido a pandemia de COVID-19 e também a dificuldade em reagendar para outra data no Calendário Oficial de Partidas Internacionais da FIFA.

## Qualificação
Todas as 11 seleções da OFC afiliadas à FIFA foram elegíveis para participar do torneio.
Uma rodada de qualificação seria disputada por quatro seleções entre 21 e 27 de março de 2020 na CIFA Academy Field em Rarotonga nas Ilhas Cook, onde os vencedores se juntariam às sete seleções classificadas automaticamente para o torneio final. No entanto, a OFC anunciou em 9 de março de 2020 que todos os torneios do OFC foram adiados até 6 de maio de 2020 devido à pandemia de COVID-19.
| Seleção          | Ranking da FIFA (Em 19 de dezembro de 2019) | Participações | Melhor resultado                        |
| ---------------- | ------------------------------------------- | ------------- | --------------------------------------- |
| Ilhas Salomão    | 141                                         | 8ª            | Vice-campeão (2004)                     |
| Fiji             | 163                                         | 9ª            | Terceiro lugar (1998 e 2008)            |
| Nova Caledônia   | 156                                         | 7ª            | Vice-campeão (2008 e 2012)              |
| Nova Zelândia    | 122                                         | 11ª           | Campeão (1973, 1998, 2002, 2008 e 2016) |
| Papua-Nova Guiné | 165                                         | 5ª            | Vice-campeão (2016)                     |
| Taiti            | 161                                         | 10ª           | Campeão (2012)                          |
| Vanuatu          | 163                                         | 10ª           | Quarto lugar (1973, 2000, 2002 e 2008)  |

| Seleção         | Ranking da FIFA (Em 19 de dezembro de 2019) | Participação (se qualificado) | Melhor resultado           |
| --------------- | ------------------------------------------- | ----------------------------- | -------------------------- |
| Samoa Americana | 192                                         | 1ª                            | Nenhum                     |
| Ilhas Cook      | Sem ranking                                 | 3ª                            | Sexto lugar (1998 e 2000)  |
| Samoa           | 194                                         | 3ª                            | Oitavo lugar (2012 e 2016) |
| Tonga           | 203                                         | 1ª                            | Nenhum                     |